# Autostrada A19 (Italia)
L'autostrada A19 è un'autostrada italiana che collega le città siciliane di Palermo e Catania. Attraversa la Sicilia centrale con un percorso di oltre 191 km passando per Caltanissetta ed Enna. È gestita interamente dall'Anas ed è gratuita.
Il tratto di autostrada da Palermo a Buonfornello è parte della strada europea E90, mentre il tratto da Buonfornello a Catania corrisponde alla strada europea E932.

## Storia

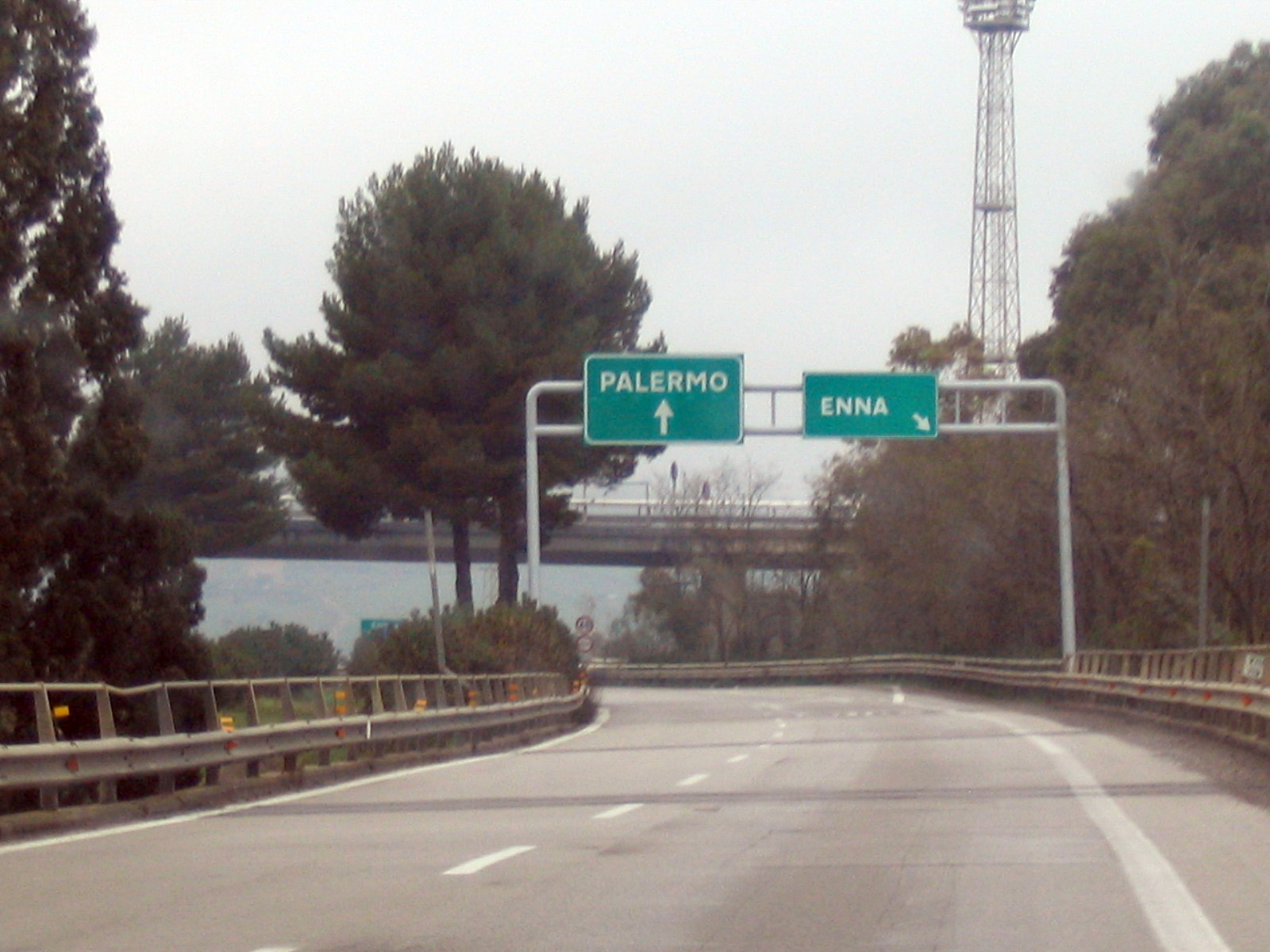
Lo svincolo di Enna nel 2005.

Il tragitto, disegnato e costruito dall'Anas è stato inaugurato completamente nel 1975, con gestione iniziale di competenza dello stesso ente statale. L'arteria ha di fatto sostituito la SS 121 Catanese, che fino all'apertura dell'autostrada serviva il collegamento tra Palermo e Catania attraverso i territori della Sicilia centrale. La realizzazione di questo tragitto ha notevolmente velocizzato gli spostamenti dal capoluogo palermitano a quello etneo, riducendo sensibilmente il tempo necessario, e ha posto fine all'isolamento dei comuni dell'entroterra siciliano, tra cui anche Caltanissetta ed Enna.
L'autostrada è stata aperta al traffico in due fasi: nel 1970 da Palermo a Buonfornello e da Motta Sant'Anastasia a Catania; nel 1975 si è arrivati al completamento dell'opera con l'apertura del troncone centrale.
L'autostrada, dall'inaugurazione, non ha sostanzialmente cambiato il suo volto originario, poiché non è mai stata interessata da importanti lavori di ammodernamento. Si registrano solo tre eventi di particolare importanza.
- Nel 2005 è stato inaugurato il nuovo svincolo di Dittaino, che permette un rapido accesso all'omonima zona industriale[3] e che, dal novembre 2010, consente di raggiungere l'outlet siciliano (Sicilia Outlet Village).
- Nel 2010, in occasione dell'apertura al traffico dell'asse attrezzato di Catania (strada di penetrazione nei quartieri sud occidentali del capoluogo etneo), l'ultimo tratto di poco più di un chilometro dell'autostrada A19 è stato dismesso per consentire il collegamento senza soluzione di continuità tra il nuovo asse attrezzato e l'autostrada stessa. Sino ad allora l'autostrada terminava con un incrocio a raso sulla SS 192 in località Zia Lisa, intersezione oggi sostituita dal primo svincolo dell'asse attrezzato.
- Nel 2014 è stato aperto lo svincolo di Irosa, che collega all'autostrada alcuni paesi delle Madonie, tra cui Blufi, Bompietro, Petralia Soprana e Petralia Sottana, Geraci Siculo e Gangi.[4][5]

### Cedimento del viadotto Himera
Il 10 aprile 2015 un evento franoso causò il cedimento di alcuni piloni del viadotto Himera (carreggiata in direzione Catania), che si inclinò, rendendo necessaria la chiusura dell'autostrada in entrambe le direzioni tra le uscite di Scillato e Tremonzelli per circa sette mesi. La realizzazione di una bretella, aperta il 16 novembre 2015, ha consentito la riapertura al traffico del tratto di autostrada chiuso da aprile.

#### Antefatti
Una frana insisteva sull'area già da dieci anni. Fu la stessa frana che nel 2005 danneggiò irreparabilmente la strada provinciale 24, che collega Scillato e Caltavuturo passando proprio sotto il viadotto Imera. I danni furono tali da preferire la realizzazione di un bypass su altra sede, piuttosto che ricostruire il tratto franato. Il bypass è stato comunque interessato pesantemente dall'evento del 2015, che ha reso nuovamente impraticabile la SP24.

#### La frana
Intorno alle 16:20 del 10 aprile 2015 la frana ha interessato il versante a monte della carreggiata, al km 57+500, a soli 500 metri dallo svincolo di Scillato: conseguenza dell'evento franoso è stato l'inclinarsi di uno dei piloni del viadotto Imera I nella carreggiata in direzione di Catania; ma sono stati coinvolti dallo smottamento almeno altri due piloni. In via precauzionale l'Anas ha perciò disposto la chiusura dell'autostrada in entrambe le direzioni tra le uscite di Tremonzelli e Scillato.
La situazione è stata aggravata dalla totale assenza di viabilità alternativa in zona. La strada provinciale 24, che avrebbe rappresentato una valida deviazione, era stata interessata da una frana su un altro versante due mesi prima (febbraio 2015) che l'aveva già resa impraticabile, e anche la strada statale 643 di Polizzi, su cui è stato deviato il traffico, era chiusa da marzo 2015 a seguito di una frana che l'aveva invasa, e fu sgomberata per consentirne il passaggio dei veicoli provenienti dall'autostrada.
La principale deviazione per il traffico leggero per tutti i sette mesi di chiusura dell'autostrada fu rappresentata proprio dalla SS 643, la quale tuttavia si articola su una zona soggetta a continui smottamenti che rendono la sede stradale in pessime condizioni in molti punti. La velocità di percorrenza è molto bassa anche a causa del percorso tortuoso e dell'attraversamento del centro urbano di Polizzi Generosa. Questi fattori resero la deviazione non adatta alla mole di traffico tipica di un'autostrada. Per questo motivo l'accesso fu consentito solo ai mezzi leggeri e ai pullman per il trasporto pubblico, mentre il traffico pesante e di lunga percorrenza fu dirottato sull'autostrada A20 Palermo-Messina e sull'Autostrada A18 Messina-Catania. Il collegamento delle zone interne fu invece affidato allo scorrimento veloce Palermo-Agrigento e allo scorrimento veloce Agrigento-Caltanissetta, entrambi interessati tuttavia da importanti lavori di ammodernamento che ne compromettevano la funzionalità.

#### Conseguenze
L'interruzione della A19 ha di fatto spaccato la Sicilia in due, poiché l'arteria, fondamentale nella rete stradale regionale, garantiva il collegamento della Sicilia sud-orientale (province di Catania, Enna, Caltanissetta, Ragusa e Siracusa) con la Sicilia occidentale, e in particolare con il capoluogo Palermo: in generale, i tempi di percorrenza sugli itinerari Palermo-Catania e Palermo-Caltanissetta-Enna subirono un aumento di almeno un'ora, e si presentarono situazioni più difficili dal punto di vista viario nei piccoli centri dell'entroterra. Per venire incontro a lavoratori e studenti pendolari, Trenitalia ha incrementato da allora le corse tra i due capoluoghi siciliani, a seguito di un accordo con la Regione.
A seguito dell'evento, il presidente dell'Anas Pietro Ciucci ha annunciato le sue dimissioni. Il cedimento dell'Imera era stato infatti l'ultimo di una lunga serie di crolli e cedimenti strutturali che avevano interessato l'intera rete stradale nazionale, non ultimo quello che ha interessato la rampa di accesso al viadotto "Scorciavacche", sulla strada statale 121, aperto al traffico solo qualche giorno prima.
L'iniziale intenzione di demolire entrambe le carreggiate fu scongiurata dal Ministro delle infrastrutture e dei trasporti Graziano Delrio a seguito del sopralluogo del 29 settembre 2015, in cui venne accertato che la frana non aveva compromesso la stabilità della carreggiata in direzione Palermo, la quale fu riaperta al traffico già il 30 aprile 2016, dopo ulteriori accertamenti. La viabilità sul tratto autostradale chiuso era comunque già stata ripristinata nel novembre 2015 grazie all'apertura di una bretella stradale di circa 1,5 km costruita in tre mesi.

#### Bypass

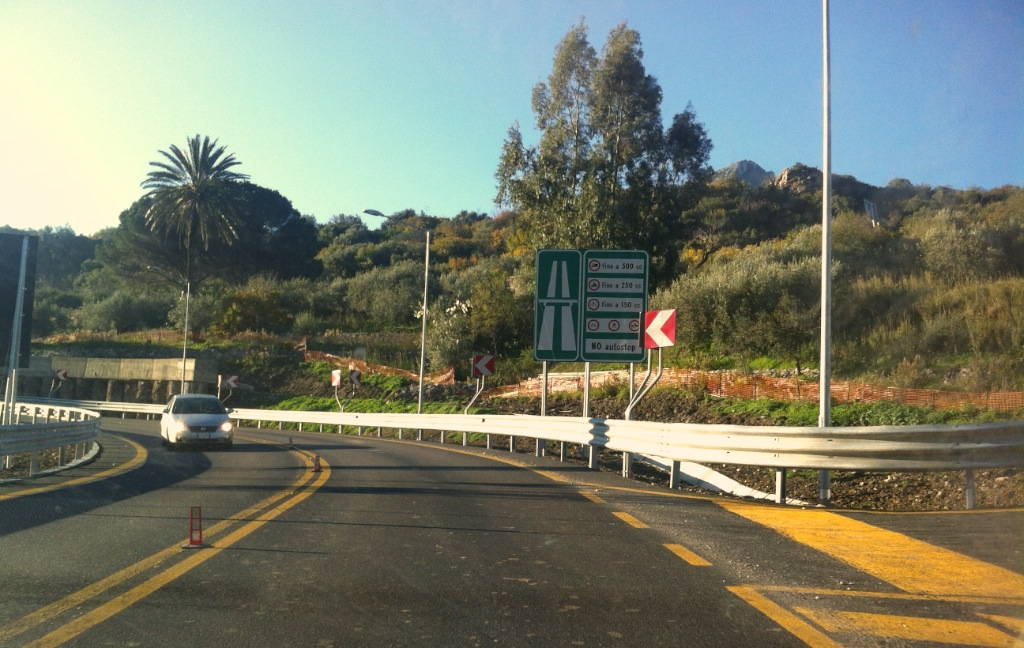
Un pezzo di bypass che aggirava il viadotto Himera.

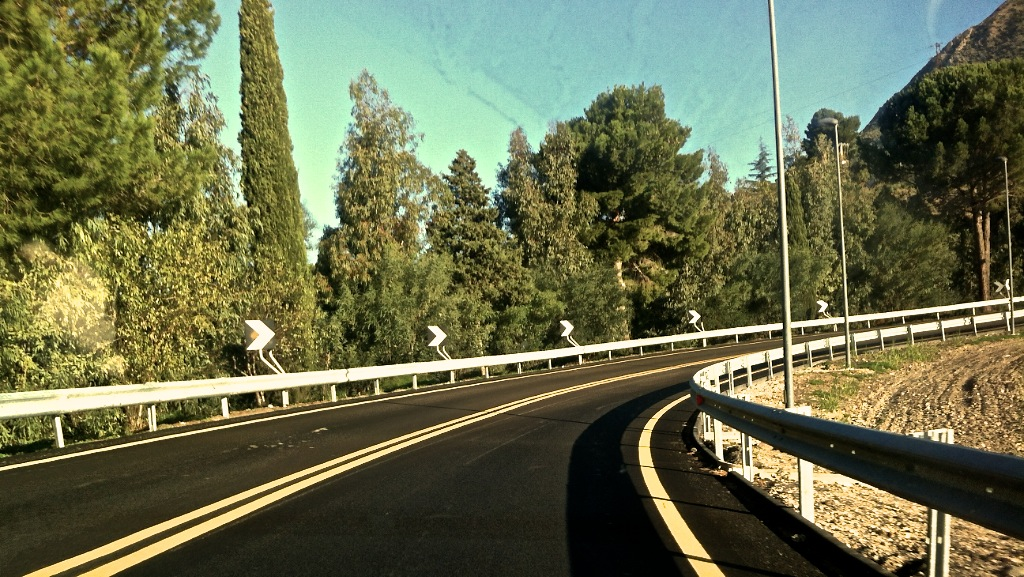
Un altro pezzo di bypass che aggirava il viadotto Himera.

In attesa della sua ricostruzione, per aggirare il viadotto Himera è stata realizzata una bretella. I lavori sono iniziati il 7 agosto 2015 e sono terminati il 16 novembre 2015, data in cui è stato contestualmente riaperto al traffico il tratto di autostrada tra le uscite di Scillato e Tremonzelli.
Secondo il cronoprogramma degli interventi predisposto dal commissario straordinario Marco Guardabassi, «il termine per ripristinare la funzionalità dell'autostrada A19 con il by-pass verrà a scadere dopo giorni 175 dal giorno successivo all'approvazione del presente Piano da parte del Capo Dipartimento della Protezione Civile». Il piano è stato approvato il 26 giugno, dunque il termine ultimo sarebbe dovuto corrispondere alla data del 18 dicembre 2015. Tuttavia la fine dei lavori sulla bretella e la contestuale apertura al traffico sono avvenuti con un mese di anticipo, il 16 novembre 2015, come precedentemente annunciato dal presidente della Regione Rosario Crocetta e dal ministro Graziano Delrio.
I lavori, finanziati con 9,33 milioni di euro di fondi Anas, sono stati appaltati a tre diverse ditte, che si sono occupate ciascuna di una delle tre fasi in cui sono stati suddivisi i lavori: l'abbattimento delle sezioni danneggiate del viadotto, la riqualificazione della sede stradale già esistente (la sottostante strada provinciale 24) per adeguarla al traffico autostradale, e la realizzazione di una rampa che permette di collegare il bypass all'autostrada.

#### Ricostruzione e riapertura del viadotto
Dopo il cedimento, il viadotto Himera è stato oggetto di un progressivo smantellamento che ha riguardato sei campate (250 m) e i rispettivi piloni del viadotto lato Catania.
La campata che sovrastava la SP 24 è stata demolita già il 13 ottobre 2015, prima dell'apertura della bretella, mentre il 22 dicembre successivo è stato demolito con cariche esplosive il resto dell'impalcato e le pile, dopo una complessa operazione di tiraggio durata 48 ore necessaria a preservare l'integrità del viadotto lato Palermo.
A causa di criticità legate all’iter autorizzativo, durato complessivamente 37 mesi, i lavori di ricostruzione sono stati aggiudicati nel febbraio 2018, e secondo quanto inizialmente dichiarato da Anas avrebbero previsto un investimento di quasi 11 milioni di euro e una durata dell'intervento di circa 18 mesi, ma dei ritardi dovuti alla crisi finanziaria delle aziende incaricate dei lavori, e successivamente alle misure di confinamento imposte a causa della pandemia di COVID-19, hanno fatto slittare la data prevista di completamento. La riapertura è avvenuta il 31 luglio 2020, dopo oltre cinque anni dal cedimento, con una cerimonia a cui hanno presenziato il ministro delle infrastrutture Paola De Micheli, il viceministro Giancarlo Cancelleri e l'amministratore delegato di Anas Massimo Simonini, ma senza rappresentanti del governo regionale siciliano, assente in segno di protesta.
Il segmento interessato dalla ricostruzione si sviluppa complessivamente per 270 metri, includendo tre campate in acciaio, di cui quella centrale è stata volutamente progettata con una luce di 130 metri per consentire di scavalcare la frana che interessa l’area, e ha avuto un costo complessivo di 12,5 milioni di euro.

## Percorso autostrada A19

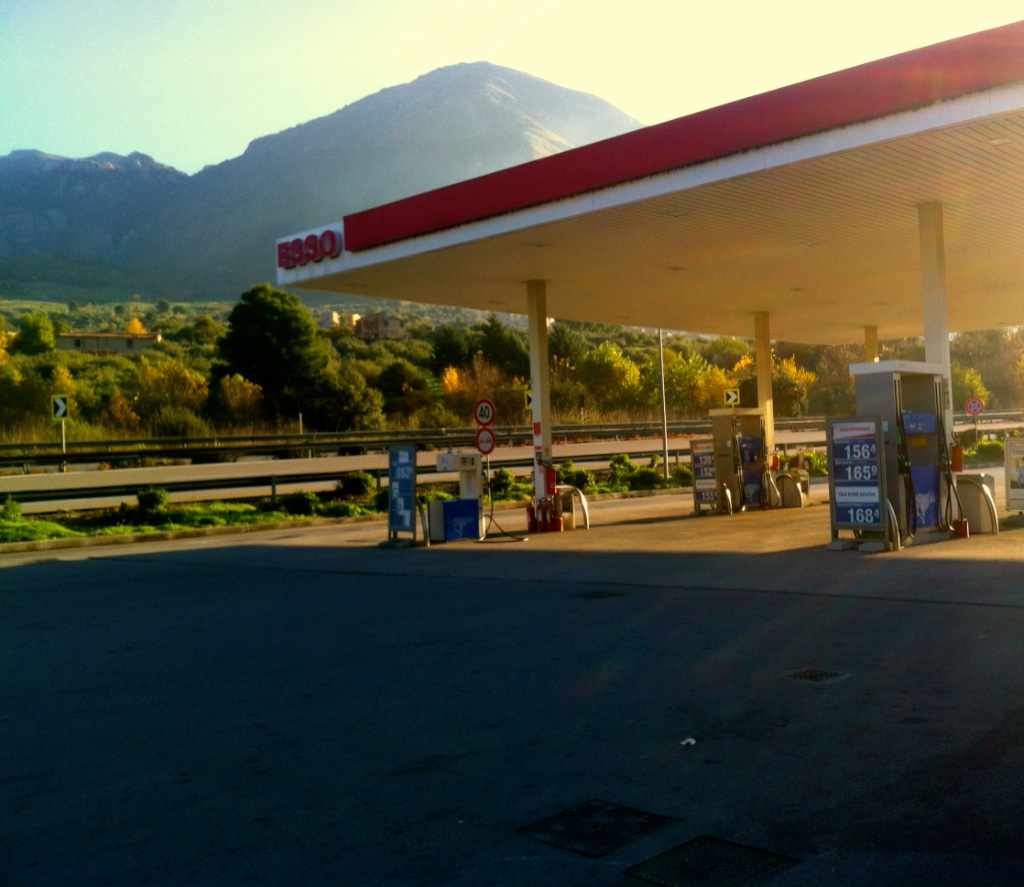
L'area di servizio "Scillato".

L'autostrada A19 ha origine nello svincolo di Villabate, dove un raccordo autostradale di pochi chilometri la congiunge senza soluzione di continuità al viale della Regione Siciliana (conosciuto comunemente come circonvallazione di Palermo). Il primo tratto prosegue in direzione est lungo la costa tirrenica, con uscite per Bagheria, Casteldaccia, Altavilla Milicia, Trabia e Termini Imerese. In località Buonfornello avviene l'allacciamento con l'autostrada Messina-Palermo, che prosegue lungo la costa tirrenica, mentre il tracciato della A19 curva verso sud-est e penetra nell'entroterra, seguendo grosso modo l'alveo dell'Imera settentrionale.
Superata l'uscita di Scillato, l'autostrada si inoltra sulle Madonie; il viadotto Fichera sull'omonimo torrente (opera dell'ingegnere Silvano Zorzi), con una pendenza media del 5% permette all'autostrada di superare un dislivello di circa 350 metri e raggiungere il punto più alto, a circa 700 m s.l.m., presso la galleria Tremonzelli. Seguono gli svincoli di Tremonzelli, Irosa e Resuttano. Subito dopo lo svincolo di Resuttano, la carreggiata in direzione Catania del viadotto Cannatello (anche questo opera dell'ingegnere Zorzi) scavalca la carreggiata in direzione Palermo, dalla quale viene a sua volta scavalcata dopo circa un chilometro. Questo particolare intreccio, realizzato approfittando dell'ampia vallata, causa una momentanea inversione del senso di marcia.

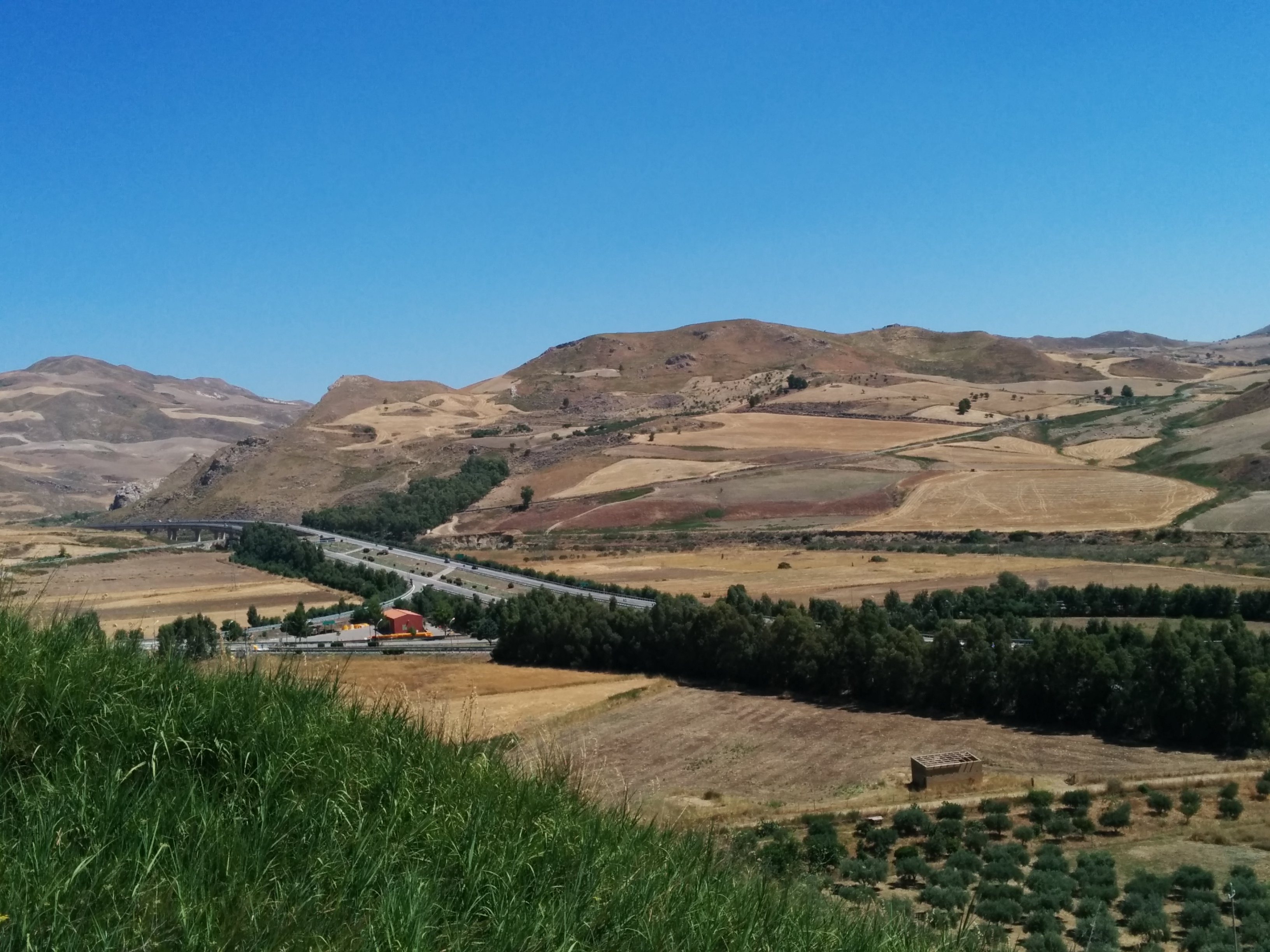
Lo svincolo di Ponte Cinque Archi.

L'autostrada raggiunge la quota minima di 300 m s.l.m., tra l'uscita di Ponte Cinque Archi, che serve piccoli centri quali Villarosa (EN) e Santa Caterina Villarmosa (CL), e l'uscita di Caltanissetta, presso cui si innesta la strada statale 640 Strada degli Scrittori, una fondamentale via di connessione alle province di Caltanissetta e Agrigento. Qui abbandona la valle dell'Imera meridionale curvando verso est e tramite alcune gallerie e viadotti, tra cui la galleria Fortolese e il viadotto Morello, giunge allo svincolo di Enna, contraddistinto dal viadotto Euno, parallelo all'autostrada, e che termina sulla strada statale 117 bis Centrale Sicula; segue un ultimo tratto in discesa in cui si incontrano le aree di servizio "Sacchitello" e lo svincolo di Mulinello. Dopo lo svincolo per l'area industriale della valle del Dittaino (quest'ultimo di recente costruzione sebbene fosse prevista nell'ambito dei lavori di ristrutturazione dell'autostrada già all'inizio degli anni novanta) si trovano le uscite per Agira, Catenanuova, Sferro e Motta Sant'Anastasia. In questo tratto l'autostrada segue il corso del Dittaino ed è costeggiata dalla strada statale 192 della Valle del Dittaino e dalla ferrovia Palermo-Catania. La valle del Dittaino confluisce quindi nella piana di Catania, dove l'autostrada prosegue pianeggiante verso il capoluogo etneo; degno di nota è il viadotto sul Simeto progettato dall'architetto Giuseppe Perugini.
L'autostrada termina confluendo, senza soluzione di continuità, sull'asse attrezzato di Catania, subito dopo l'intersezione con la tangenziale.

### Viadotti e gallerie

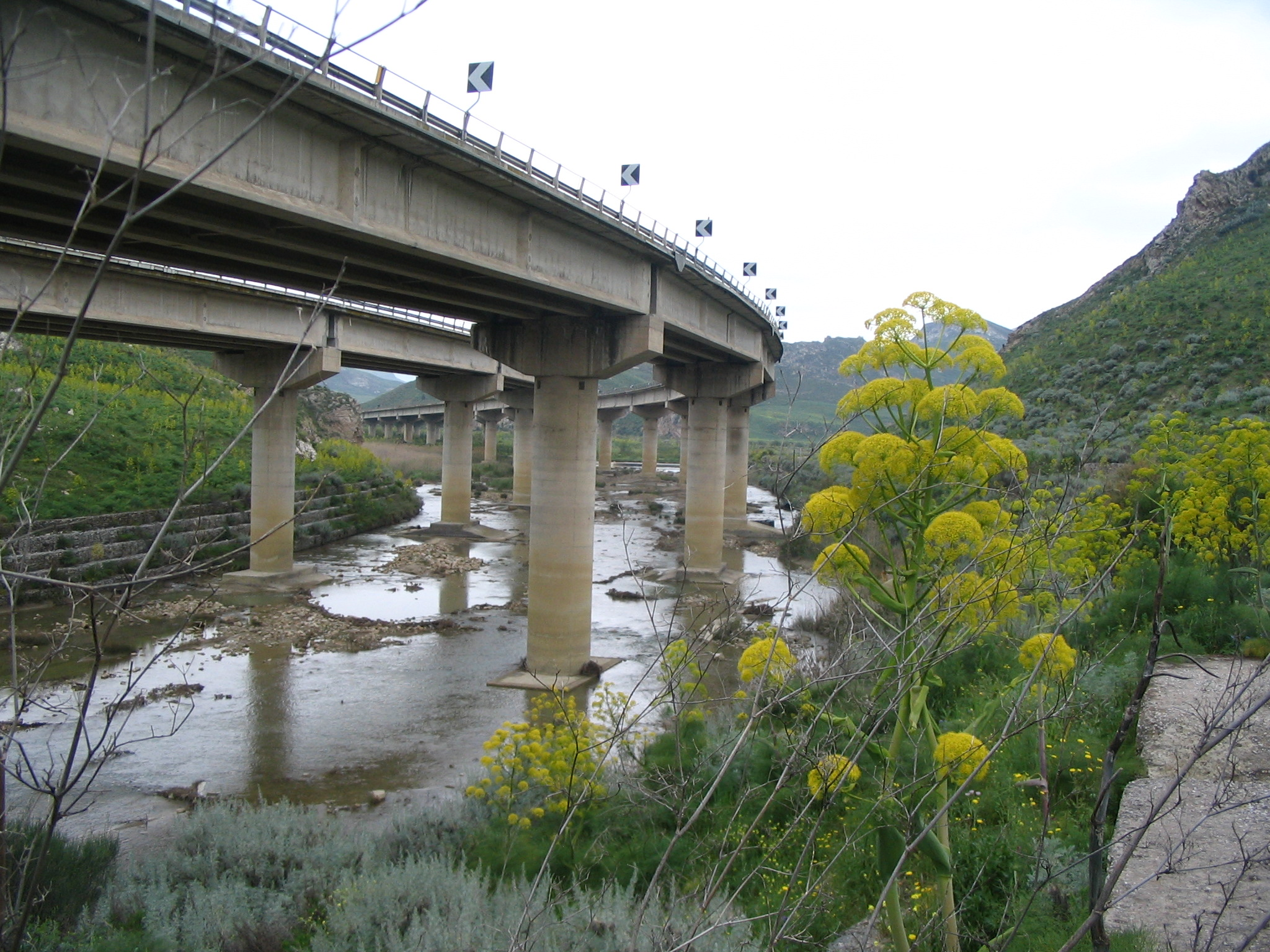
I piloni del viadotto Cinque Archi (1 567 m) sul letto del fiume Imera meridionale.

A causa dell'orografia del territorio che attraversa, l'autostrada si articola tra numerosi viadotti e gallerie.
In particolare, in essa sono presenti tre dei dieci viadotti più lunghi d'Italia. Si tratta dei viadotti Fichera (7 350 m, nella città metropolitana di Palermo), Morello (5 440 m, in provincia di Enna) e Cannatello (4 220 m, a cavallo tra le province di Palermo e Caltanissetta), rispettivamente al secondo, al quarto e all'ottavo posto. Al momento dell'apertura dell'autostrada, nel 1975, il Fichera e il Morello erano i due viadotti più lunghi d'Italia.
Altri viadotti con lunghezza superiore ai 2 km sono: Himera II (3 370 m), Michele Lomonaco Capocantoniere (2 519 m), Himera I (2 360 m) e Simeto (2 250 m). Inoltre, altri otto viadotti hanno lunghezza superiore ai mille metri. In totale, l'autostrada si estende per quasi sessanta chilometri in viadotto, ovvero circa il 30% del suo intero percorso.
Un'importanza minore ricoprono le gallerie. Sono degne di nota le tre gallerie principali dell'autostrada: Tremonzelli (1 784 m), Fortolese (1 613 m) e San Nicola (1 487 m). Le altre gallerie hanno lunghezza che non supera i 500 metri, i tratti in galleria si sviluppano soprattutto tra le uscite di Trabia e di Termini Imerese e tra le uscite di Caltanissetta e di Enna; sono invece totalmente assenti da Enna fino alla fine dell'autostrada.

#### Tabella percorso
| Palermo - Catania |                                                            |       |       |           |                |
| Tipo              | Indicazione                                                | ↓km↓  | ↑km↑  | Provincia | Strada europea |
|                   | Diramazione per via Giafar                                 | 0,0   | 191,6 | PA        |                |
|                   | Villabate Catanese                                         | 0,0   | 191,6 | PA        |                |
|                   | Bagheria                                                   | 6,2   | 185,4 | PA        |                |
|                   | Casteldaccia                                               | 9,1   | 182,5 | PA        |                |
|                   | Altavilla Milicia                                          | 11,1  | 180,5 | PA        |                |
|                   | Trabia Settentrionale Sicula                               | 19,9  | 171,7 | PA        |                |
|                   | Termini Imerese di Caccamo                                 | 25,7  | 165,9 | PA        |                |
|                   | Area di servizio "Caracoli"                                | 29,4  | 162,2 | PA        |                |
|                   | Agglomerato Industriale                                    | 36,9  | 154,7 | PA        |                |
|                   | Messina-Palermo                                            | 37,9  | 153,7 | PA        |                |
|                   | Buonfornello-Campofelice di Roccella Settentrionale Sicula | 39,2  | 152,4 | PA        |                |
|                   | Area di servizio "Scillato"                                | 55,0  | -     | PA        |                |
|                   | Scillato di Polizzi                                        | 57,9  | 133,7 | PA        |                |
|                   | Tre Monzelli di Tre Monzelli                               | 73,0  | 118,6 | PA        |                |
|                   | Irosa                                                      | 79,3  | 112,3 | PA        |                |
|                   | Resuttano                                                  | 83,4  | 108,2 | CL        |                |
|                   | Area di parcheggio "Daino"                                 | 93,3  | -     | PA        |                |
|                   | Ponte Cinque Archi Catanese                                | 97,8  | 93,8  | CL        |                |
|                   | Caltanissetta Strada degli Scrittori                       | 103,5 | 88,1  | EN        |                |
|                   | Ferrarelle (in costruzione)                                | 112,5 | 79,1  | EN        |                |
|                   | Enna Centrale Sicula                                       | 119,5 | 72,1  | EN        |                |
|                   | Area di servizio "Sacchitello"                             | 123,2 | 68,4  | EN        |                |
|                   | Mulinello                                                  | 129,2 | 62,4  | EN        |                |
|                   | Zona industriale Dittaino                                  | 136,4 | 55,2  | EN        |                |
|                   | Area di parcheggio "Santa Barbara"                         | 141,0 | -     | EN        |                |
|                   | Agira                                                      | 142,7 | 48,9  | EN        |                |
|                   | Catenanuova della Valle del Dittaino                       | 156,8 | 34,8  | EN        |                |
|                   | Area di parcheggio "Muglia"                                | 162,6 | -     | EN        |                |
|                   | Gerbini-Sferro della Valle del Dittaino                    | 171,4 | 20,2  | CT        |                |
|                   | Motta Sant'Anastasia della Valle del Dittaino              | 182,6 | 9,0   | CT        |                |
|                   | Area di servizio "Gelso Bianco"                            | 188,5 | 3,1   | CT        |                |
|                   | Tangenziale di Catania                                     | 190,3 | 1,2   | CT        |                |
|                   | Asse attrezzato di Catania                                 | 191,6 | 0,1   | CT        | -              |

## Lavori in corso

### Bivio Ferrarelle
Nel mese di maggio 2015 sono iniziati i lavori per adeguare a svincolo provvisorio l'area di parcheggio Ferrarelle. Tali lavori si sono resi necessari a seguito della chiusura al traffico del ponte Cinque Archi, sulla SS 121, che tramite l'omonimo svincolo consentiva di collegare il comune di Villarosa con l'autostrada. Il nuovo "svincolo Ferrarelle" collegherà l'autostrada alla SS 121 tramite la strada comunale 10 Ferrarelle, di competenza del comune di Enna, per la cui sistemazione sono stati chiesti 315 000 euro.

## A19 Diramazione per via Giafar

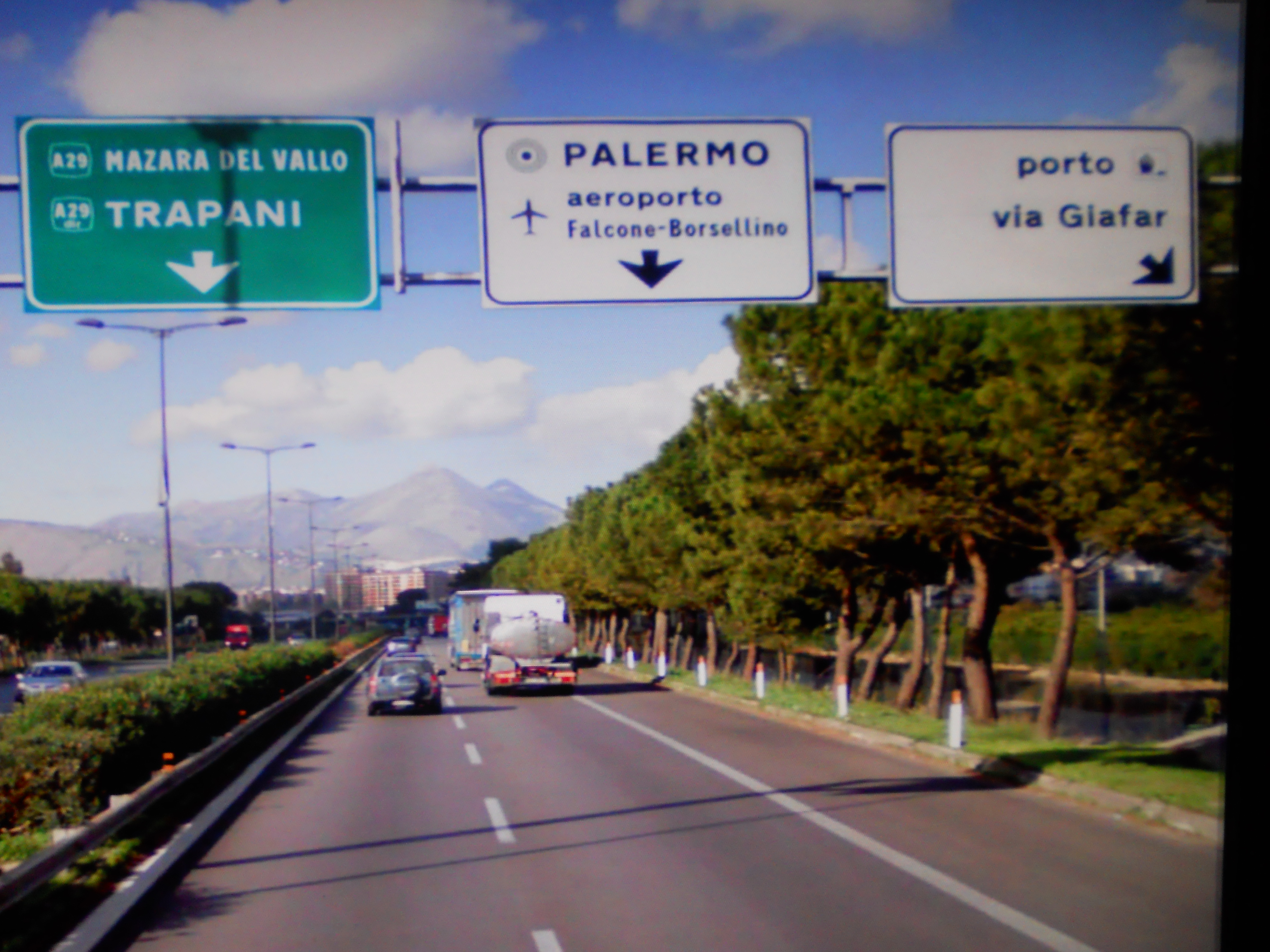
Uscita Porto-Via Giafar prima della circonvallazione di Palermo.

La diramazione per via Giafar costituisce il prolungamento, senza soluzione di continuità, dell'autostrada A19 dal km 0, in corrispondenza dello svincolo a quadrifoglio di Villabate, fino all'innesto con la circonvallazione di Palermo. È costituita da un tratto di 5,2 km, a due carreggiate e a due corsie per senso di marcia più corsia di emergenza, prevalentemente rettilineo e costituisce anche la principale direttrice di traffico tra la città di Palermo e la strada statale 121 Catanese per Agrigento.
Pur avendo denominazione e progressiva chilometrica indipendenti, la diramazione viene spesso erroneamente individuata come parte integrante della stessa autostrada A19, anche a causa della presenza, nella segnaletica, della sigla alfanumerica "A19" al posto della sigla "A19 dir", ad eccezione della segnaletica in entrata in direzione Palermo dello svincolo “Villabate”.

### Tabella percorso
| Diramazione per via Giafar |                                     |      |      |           |                |
| Tipo                       | Indicazione                         | ↓km↓ | ↑km↑ | Provincia | Strada europea |
|                            | Palermo-Catania                     | 0,0  | 5,2  | PA        |                |
|                            | Villabate Catanese                  | 0,0  | 5,2  | PA        |                |
|                            | Roccella (in costruzione)           | 3,0  | 2,2  | PA        |                |
|                            | Palermo-via Giafar Porto di Palermo | 4,9  | -    | PA        |                |
|                            | Circonvallazione di Palermo         | 5,2  | 0,0  | PA        |                |

## Raccordo autostradale di Caltanissetta
Il raccordo autostradale di Caltanissetta collegava la strada statale 640 di Porto Empedocle (oggi detta "Strada degli Scrittori") con la A19 presso l'uscita di Caltanissetta. Era costituito da un'unica carreggiata, una corsia per senso di marcia, ed era privo di intersezioni a raso. È stato declassato nel 1989 e contestualmente unito alla SS 640. Al termine dei lavori che interessano la statale 640 si presenterà come una superstrada con carreggiate indipendenti a doppia corsia per senso di marcia e corsia di emergenza.